# Beeldenhuis
Het Beeldenhuis is een stadspaleis met een monumentale natuurstenen pilastergevel in Lodewijk XIV-stijl ontworpen door de Antwerpse beeldhouwer en architect Jan Peter van Baurscheit de Jonge. Het Beeldenhuis is in 1730 gebouwd aan de Dokkade in de Nederlandse stad Vlissingen en in 1930-1934 verplaatst naar de Prins Hendrikstraat in dezelfde plaats.

## Historie

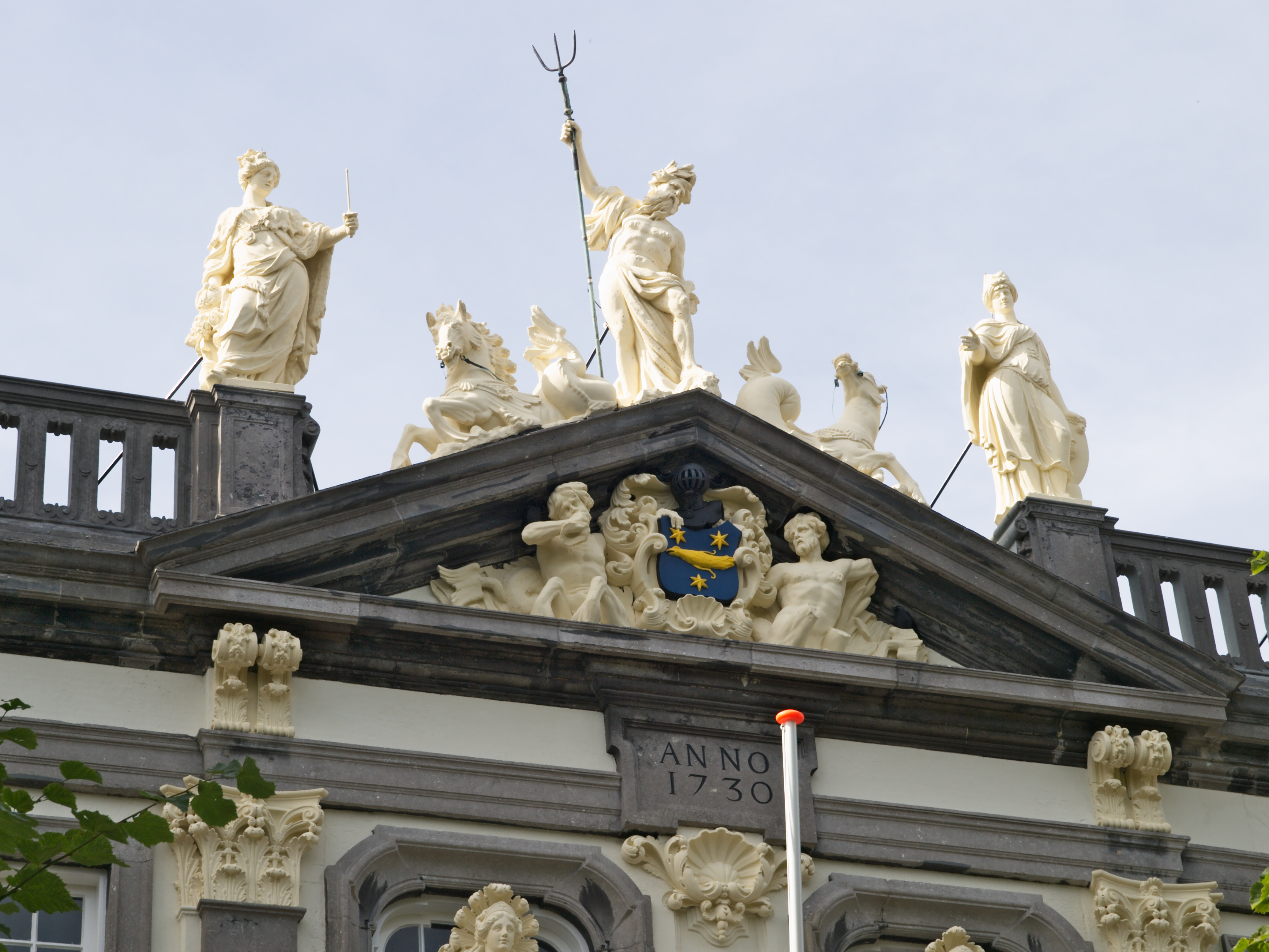
Deel van voorgevel

Het Beeldenhuis is gebouwd in opdracht van de in Vlissingen geboren avonturier Johan van Westerwijck. Van Westerwijck was op jonge leeftijd vertrokken naar Oost-Indië waar hij als vertrouweling van de eveneens uit Vlissingen afkomstige Ewout van Dishoeck in korte tijd een fortuin vergaart. Omstreeks 1727 keert hij schatrijk terug naar zijn geboorteplaats Vlissingen en breidt zijn vermogen verder uit als bewindvoerder van de West-Indische Compagnie en reder. Ook wordt hij schepen en raad van de stad Vlissingen.
Van Westerwijck gaf architect Jan Peter van Baurscheit de Jonge opdracht tot het ontwerpen van een nieuwe gevel voor een bestaande woning aan de Dokkade (nu de Jan Weugkade) in Vlissingen. De barokke voorgevel is rijkelijk van decoraties voorzien. Op het timpaan is het wapen van Van Westerwijck te zien, voorstellende een vis met drie gouden sterren, dat wordt vastgehouden door twee tritons. Op het fronton staat een beeld van Neptunus omgeven door vier zeepaarden met aan weerszijden vier allegorische vrouwfiguren die van links naar rechts symbool staan voor de werelddelen Afrika, Europa, Azië en Amerika.
Behalve zijn stadspaleis aan de Dokkade was Van Westerwijck eigenaar van buitenplaats Lammerenburg, niet ver buiten Vlissingen.
Andere ontwerpen van Jan Peter van Baurscheit de Jonge in Zeeland zijn: buitenplaats Sint Jan ten Heere (1732-1736, gesloopt in 1876), het van Dishoeckhuis in Vlissingen (1733, gesloopt in 1986), het Van de Brandehuis in Middelburg (1733, verwoest tijdens de Tweede Wereldoorlog), buitenplaats Der Boede in Koudekerke (ca. 1740) en het Van de Perrehuis in Middelburg (1765).

### Spookhuis
Over het Beeldenhuis aan de Dokkade werd verteld dat het er zou spoken. Van Westerwijck beroofde zich op 11 juli 1735 van het leven op zijn buitenplaats Lammerenburg. Hoewel hij ongehuwd was woonde een nicht bij hem in die hem het leven zuur maakte wegens een niet nagekomen trouwbelofte. Tijdens een van de ruzies die hierover onderstonden schoot Van Westerwijck zich in de tuin van zijn buitenplaats met een pistool door het hoofd. Zelfmoord was in die tijd strafbaar en in strijd met de christelijke mores. Niet lang daarvoor was een zelfmoordenaar zelfs buitendijks begraven. Om een schandaal te voorkomen werden de bedienden omgekocht en werd Van Westerwijck diezelfde avond naar het Beeldenhuis vervoerd. Zo kon hij op 15 juli met alle statie naar de Sint-Jacobskerk worden gereden waar hij is begraven.
Volgens de legende die over het Beeldenhuis de ronde doet zou Van Westerwijck zich niet van het leven hebben beroofd vanwege een onfortuinlijke liefdesgeschiedenis maar uit jaloezie. Drie jaar na de bouw van het Beeldenhuis werd aan de overzijde van het dok een stadspaleis gebouwd in opdracht van Anthony Pieter van Dishoeck, zoon van de eerder genoemde Ewout van Dishoeck. Van Westerwijck zou het niet hebben kunnen verkroppen dat het Van Dishoeckhuis zijn Beeldenhuis in schoonheid overtrof en om die reden had hij zich in zijn woning van het leven beroofd.
Sindsdien daalde de geest van Van Westerwijck iedere nacht om klokslag twaalf uur langs de brede houten trappen van het Beeldenhuis naar beneden en op de dag van zijn overlijden was het linkerbeeld van de vrouwfiguur Afrika naar beneden gevallen en in stukken gebroken. Een vervangend model bleek geen lang leven beschoren en werd getroffen door de bliksem. Een derde beeld werd in 1809 geraakt door een kogel tijdens de beschieting van de stad door de Engelsen. Hoewel het beeld volgens de legende daarna niet meer vervangen zou zijn is op de plek van het ontbrekende beeld 'Afrika' een houten replica geplaatst.

### Afbraak en herbouw

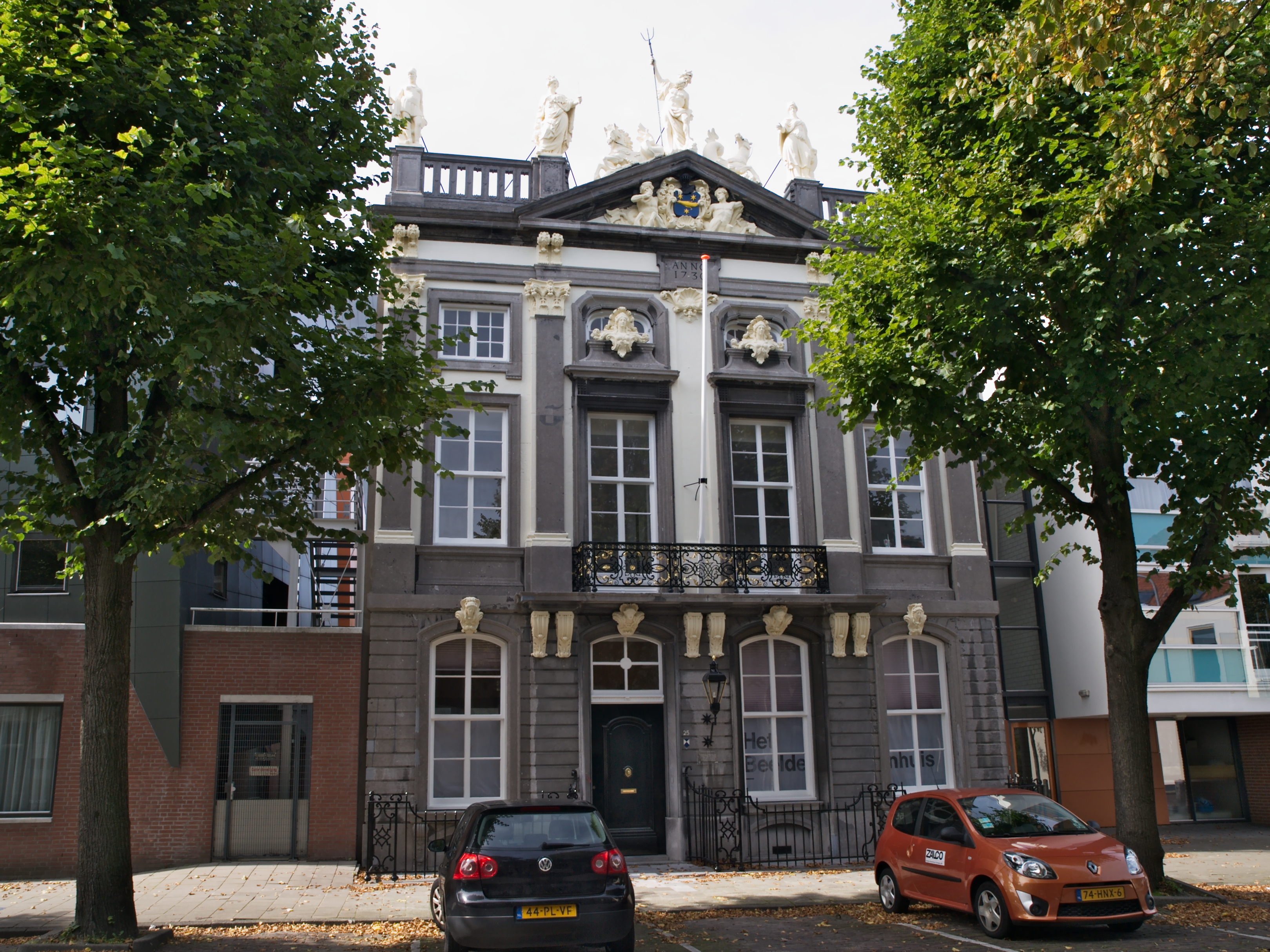
Vlissingen-Hendrikstraat 25

Door steeds verdergaande uitbreidingen van Koninklijke Maatschappij de Schelde, de belangrijkste werkgever in Vlissingen, werden steeds meer panden rondom het dok door de scheepswerf gekocht en gesloopt ten faveure van economische activiteit. Rond 1900 komt ook de Dokkade met daaraan het Beeldenhuis in bezit van de scheepswerf. In 1912 zijn inmiddels alle woonhuizen links van het Beeldenhuis aan de Dokkade afgebroken en verrijst de kolossale machinefabriek van De Schelde pal naast het stadspaleis. Het wordt duidelijk dat het Beeldenhuis een volgende uitbreiding van de scheepswerf niet zal overleven, althans, niet op die plek.
Aan het einde van de jaren '20 van de twintigste eeuw gaan er steeds meer geruchten dat het Beeldenhuis gesloopt zal worden en komt er een beweging op gang die de monumentale gevel voor de stad wil behouden. In 1930 lijkt het doek te vallen voor het Beeldenhuis wanneer De Schelde aankondigt het pand af te willen breken voor verdere uitbreiding van de scheepswerf. Mede dankzij de inzet van stadsarchivaris H.G. van Grol kwam er in 1930, slechts enkele weken voor de voorgenomen sloop, een reddingsplan voor de monumentale gevel van het Beeldenhuis. Het plan kon tot uitvoer worden gebracht doordat de Koninklijke Maatschappij de Schelde, terwijl de eerste antiquairs zich al hadden aangediend, de kostbare gevel van het Beeldenhuis schonk aan de stad.
In de gemeenteraadsvergadering van 29 augustus 1930 werd een voorstel van het college van burgemeester en wethouders behandeld waarin werd voorgesteld de gevel van het Beeldenhuis zorgvuldig af te breken en later opnieuw op te bouwen in de Prins Hendrikstraat. Het voorstel werd zonder hoofdelijke stemming aangenomen.
De gevel werd aanvankelijk opgeslagen in het voormalige distributiekantoor in de Wilhelminastraat en met herbouw werd gewacht tot er een huurder voor het toekomstige Beeldenhuis aan de Prins Hendrikstraat gevonden was.
Ter completering van de herbouwde en gerestaureerde gevel kreeg de Delftse beeldhouwer H.J. Etienne om het ontbrekende beeld, voorstellende Afrika, te vervaardigen. Hij maakte het beeld uit zandsteen onder supervisie van prof. A.W.M. Odé.
Met de herbouw van het Beeldenhuis is ook een einde gekomen aan de spookverhalen. Klaarblijkelijk heeft Van Westerwijck zijn rust gevonden. Ook het in 1934 herplaatste beeld van Afrika is voor zover bekend niet meer naar beneden gekomen.